# Linde församling, Västerås stift
Linde församling var en församling i Västerås stift i nuvarande Lindesbergs kommun. Församlingen uppgick 1967 i Lindesbergs församling.
Församlingskyrka var Lindesbergs kyrka och efter 1872 Vedevågs kyrka.

## Administrativ historik
Församlingen har medeltida ursprung med detta namn från 1383 och även benämnd Lindesbergs församling. År 1643 bröts Lindesbergs stadsförsamling och denna del fick då namnet Lindesbergs landsförsamling (inofficiellt Linde bergsförsamling). Den 22 oktober 1927 ändrades namnet till det ursprungliga, Linde församling.
Den 10 juli 1589 utbröts Ramsbergs församling och 1624 Ljusnarsbergs församling. År 1872 införlivades Vedevågs bruksförsamling, som utbrutits senast 1837, och 1896 utbröts Guldsmedshyttans församling. År 1967 gick de uppdelade församlingarna ihop igen. 
Församlingen utgjorde före delningen ett eget pastorat och därefter ett gemensamt pastorat som från 1896 till 1 maj 1917 även omfattade Guldsmedshyttans församling.